# 荒野のグルメ
『荒野のグルメ』（こうやのグルメ）は、原作・久住昌之、作画・土山しげるによる日本のグルメ漫画である。

## 概要
『野武士のグルメ』に続く、久住・土山コンビによるグルメ漫画作品。
『週刊漫画ゴラク』第51巻第33号（2014年8月22・29日合併号）から不定期連載された。その後、掲載誌を同誌増刊の『漫画ゴラクスペシャル』に移し、2015年5月20日号から連載されたが、作画の土山しげるが逝去したため、2018年5月25日号掲載分までで未完となった。
中年のサラリーマンが、都会という荒野のなかのオアシスと名付けた馴染みの小料理屋で、帰宅途中に美味い肴と晩酌を楽しむ。久住が原作の漫画作品『孤独のグルメ』がTVドラマ化された際には夜食テロと呼ばれたが、本作も夜食の飯テロと呼ばれたり、ほろ酔いテロと呼ぶ向きもある。
単行本第2巻は2015年12月28日に発売されたが、同日発売となった土山の『勤番グルメ ブシメシ!』（リイド社）第1巻に、本作主人公である東森が登場する描き下しエピソードが収録されている。

## あらすじ
乾いた荒野を流離うガンマンが、酒場に立ち寄り酒で渇きを癒すように、サラリーマンの東森良介は仕事あがりの夜に、東京という荒野に見つけた一軒のオアシス「よし野」で、女将の料理に舌鼓を打ち、酒を呑み、他愛のない女将や名も知らぬ常連客との会話といったささやかな宴を楽み、明日への活力とするのだった。

## 登場人物
東森 良介
ニチブン商事の営業課長を務める48歳のサラリーマン。中間管理職として仕事の技量は優秀であり、部下からの人望もある。
早上がりしたときに自宅最寄り駅の一駅手前で降りてふと立ち寄った小料理屋「よし野」で、女将の気配りに惚れ込んで常連となった。営業先が遠かった場合、地方出張の場合などで「よし野」以外を舞台とすることもあるが、概ね「よし野」に通っている。
サラリーマンになる以前には、映画のエキストラのアルバイトをやったこともあり、著名監督の著名作品にエキストラとして出演したこともある。
家族構成については、劇中の台詞から妻と娘がおり、母親はすでに亡くなっていることが窺える。さらに劇中で叔父の葬式に出ている。
姓の東森は、クリント・イーストウッドのパロディである。
女将
東森が常連となり「荒野のオアシス」と呼ぶ小料理屋「よし野」の女将。
後ろ姿や、鼻から下は描かれることもあるが、目は描かれない。初めて店を訪れた時には東森が好みのビールの小瓶を置いていなかったが次に来店した時は小瓶を入荷していた。本場の沖縄料理にはかなわないのでゴーヤーチャンプルーを「ゴーヤーの炒め物」と称する。京料理の話を聞いて湯豆腐を注文した東森に京言葉で対応する。など、東森の好みの方向で気が利く。
東森をはじめ、常連客はお土産と称して食べ物を持ち込んでくることもたびたびある。
よし野は、奥に畳敷きの小上がりもあるが、カウンター主体の店。女将以外の従業員は登場していない。
田中部長
ニチブン商事の営業部長を務める、東森の上司。仕事にはそれほど熱心ではなく、典型的な「事なかれ主義」の上司。
自らが最終確認して発注ミスとなった注文書を東森のせいにしたり、自分がゴルフに行く予定を優先し、出張を東森に行かせたりと、部下を思いやる器量などはない。そのため、東森を初めとする部下からの評価は低い。

## 書籍情報

### 日本語
日本文芸社のニチブンコミックスから全3巻が刊行されている。前述のとおり3巻発売後も2018年まで連載されていたため、未収録作品が存在する。
1. 2015年4月9日発売 ISBN 978-4-537-13283-0[注 1][5]
2. 2015年12月28日発売 ISBN 978-4-537-13384-4[9]
3. 2017年1月19日発売 ISBN 978-4-537-13535-0[10]

### 朝鮮語
『황야의 미식가』の訳題で、이숲から第1巻のみが、미디어팜からは電子書籍で全3巻が刊行されている。
이숲
1. 2016年3月15日発行 ISBN 979118692108-1

미디어팜
1. 2022年11月4日発行 ISBN 979113336105-2
2. 2023年2月3日発行 ISBN 979113336107-6
3. 2023年2月3日発行 ISBN 979113336171-7

## 脚註

### 註釈
1. ↑  『週刊漫画ゴラク』に掲載された10話分を収録した[5]。

## 関連
久住が原作を手掛けるグルメ漫画
- 孤独のグルメ - 主人公はまったく酒が呑めない。
- 野武士のグルメ - 主人公は定年退職した元サラリーマン。
- 食の軍師
- 花のズボラ飯 - 主人公は主婦。